# Aristiliano Ramos
Aristiliano Laureano Ramos (10 de maio de 1888 — 17 de julho de 1976) foi um político brasileiro.
Filho de Belisário José de Oliveira Ramos e Teodora Ribeiro Ramos, foi deputado à Assembleia Legislativa de Santa Catarina na 9ª legislatura (1916 — 1918) e na 10ª legislatura (1919 — 1921).
Foi prefeito interino de Lages, de 1919 a 1922 e interventor federal em Santa Catarina, de 19 de abril de 1933 a 29 de abril de 1935.
Em 1950 foi candidato a deputado federal por Santa Catarina pela União Democrática Nacional (UDN), assumindo o cargo como suplente convocado, na 2ª Legislatura (1951-1955), exercendo o mandato de 30 de junho de 1954 a janeiro de 1955. Em 1958 deixou a UDN e filiou-se ao Partido Social Democrático (PSD), pelo qual concorreu novamente a deputado estadual. Ficando como suplente, foi convocado e assumiu o cargo para a 4ª Legislatura (1959-1963).